# Pritanis del Bòsfor
Pritanis (en llatí Prytanis, en grec antic Πρύτανις) va ser un dels fills de Parisades I del Bòsfor Cimmeri. Era de la dinastia Espartòquida.
A la mort del seu pare el va succeir el fill Sàtir II, al qual Pritanis, germà petit, es va sotmetre sense oposició l'any 311 aC. Sàtir el va nomenar governador de la capital, Panticapea (Panticapeum) mentre feia una campanya contra un altre germà, Eumel. Mort Sàtir en aquesta campanya, Pritanis es va proclamar rei, però derrotat finalment per Eumel, va haver de signar un tractat renunciant la corona.
Un temps després es va revoltar per recuperar el tron, però va ser derrotat una altra vegada i executat per ordre d'Eumel, junt amb la seva dona i els seus fills, segons diu Diodor de Sicília.